# Sancho de Echevarría
Pour les articles homonymes, voir Echevarría.
Sancho de Echevarría, né à Fontarrabie en 16? et mort à Vinaròs en 1714, était gouverneur militaire de Peñiscola (Espagne) lors du siège subi par le village durant la Guerre de Succession d'Espagne. 

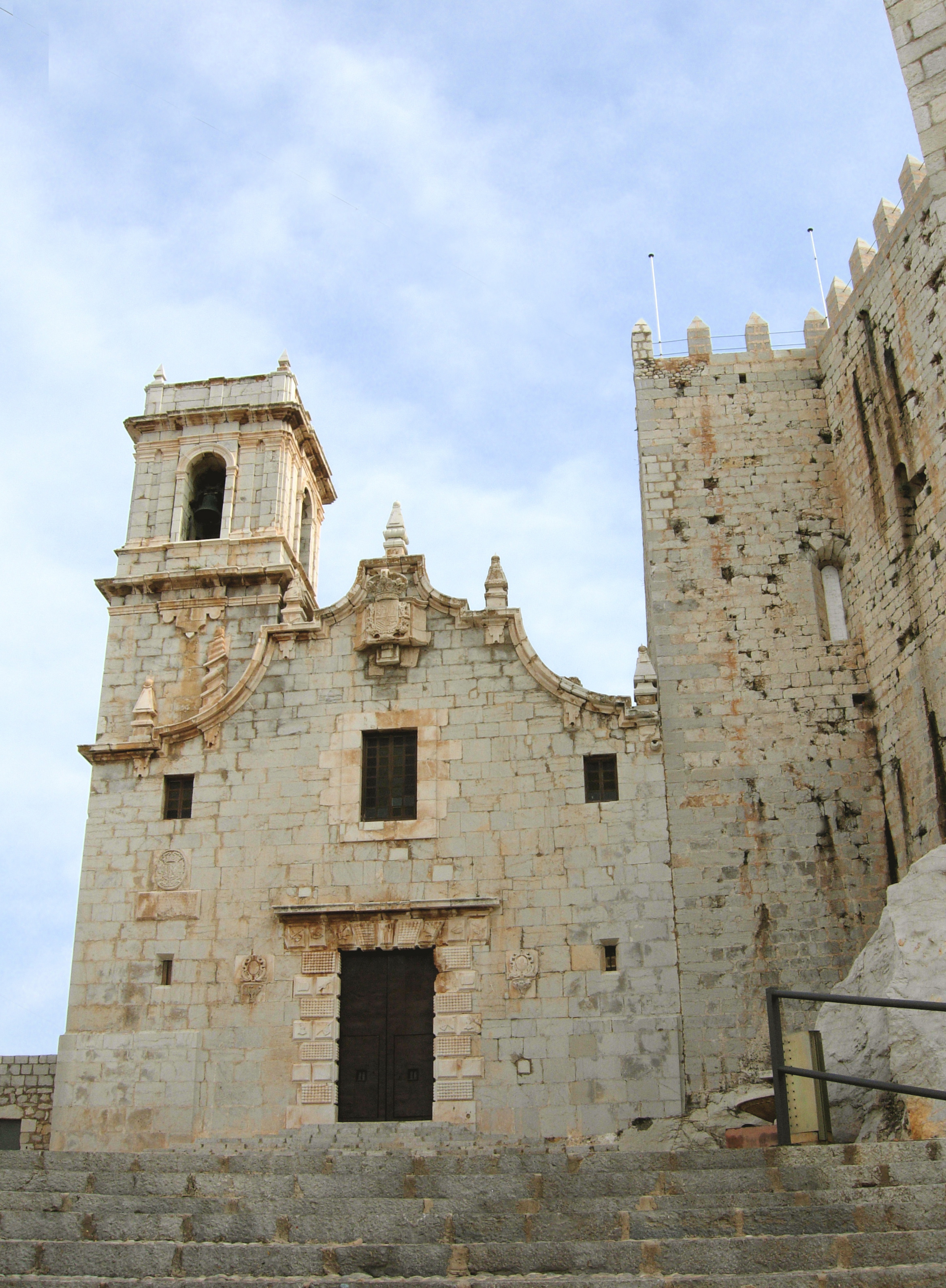
Mare de Déu de l'Ermitana

Grâce à son initiative, Peñiscola va rester fidèle à la dynastie des Bourbons et à son aspirant, Philippe d'Anjou. Cette attitude va être une des exceptions dans le Royaume de Valence et plus généralement dans le Royaume d'Aragon.

## Biographie
Entre 1705 et 1707, le village va être assiégé par les armées anglaises et hollandaises, tout en ne pouvant compter que sur une faible présence de militaires professionnels. C'est pour cette raison qu'après la fin des hostilités, ses habitants seront récompensés par des privilèges. Philippe V attribua à la ville le titre de "Très noble et loyale, très fidèle cité de Peñíscola" («Muy Noble, Leal y Fidelísima Ciudad»).
Un des épisodes les plus connus de ces événements va être la batalla de les trinxeres (bataille des tranchées), quand les assiégés vont surprendre les assiégeants dans une embuscade.
Pour remercier Peñiscola et sa patronne, Sancho d'Echevarria va faire construire l'église-ermitage de la Mare de Déu de l'Ermitana, sur la partie la plus haute de la citadelle, à côté du château templier. Il ne pourra pas voir la fin de son œuvre, puisqu'il va mourir le jour de l'inauguration. Son corps repose au pied du grand autel de cette église.